# 102-я французская пехотная дивизия
102-я французская пехотная дивизия (фр. 102e division d'infanterie de forteresse) — французская пехотная дивизия которая участвовала в обороне Франции в мае 1940 года. Была создана из резервистов и переформированных частей в марте 1940 и направлена в 9 армию генерала Андре Жорж Корапа западнее Седана. Слева от неё на фронте располагалась 61 пехотная дивизия, а справа (южнее) 53 пехотная резервная. Сама дивизия занимала 40 км фронта и была сильно растянута.

## Состав дивизии
К 10 мая 1940 года:
Пехота
- 148-й полк
- 42-я полу-бригада
- 52-я колониальная полу-бригада пулемётчиков
- 3-й батальон пулемётчиков

Артиллерия
- 160-й полк позиционной артиллерии
- 147-й отряд артиллерийских рабочих (скорее всего ремонтная рота)
- 167-й артиллерийский полк

Обеспечение
- сапёрная рота
- две роты связи
- несколько поездов
- автомобильный парк

Командующим дивизии был Франсуа-Артур Портцерт (родился 27 августа 1877 года, умер 15 июня 1947 года).
Дивизия в период между 12 мая и 18 попала под удар 1-й и 2-й танковых дивизий вермахта и была почти полностью уничтожена или сдалась в плен.
Командир дивизии сдался в плен 16 мая в деревне Тен-ле-Мутье. На этом дивизия окончила своё существование.